# Haut les cœurs (téléfilm)
Pour les articles homonymes, voir Haut les cœurs.
Pour plus de détails, voir Fiche technique et Distribution.
Haut les cœurs est un téléfilm français réalisé par Antoine Garceau d'après un scénario de Baptiste Filleul.
Cette fiction est une coproduction de Storia Television (Mediawan) et France Télévisions,,,,,.
Le téléfilm reçoit le prix de la meilleure fiction unitaire et le prix du public au Festival TV de Luchon 2025.

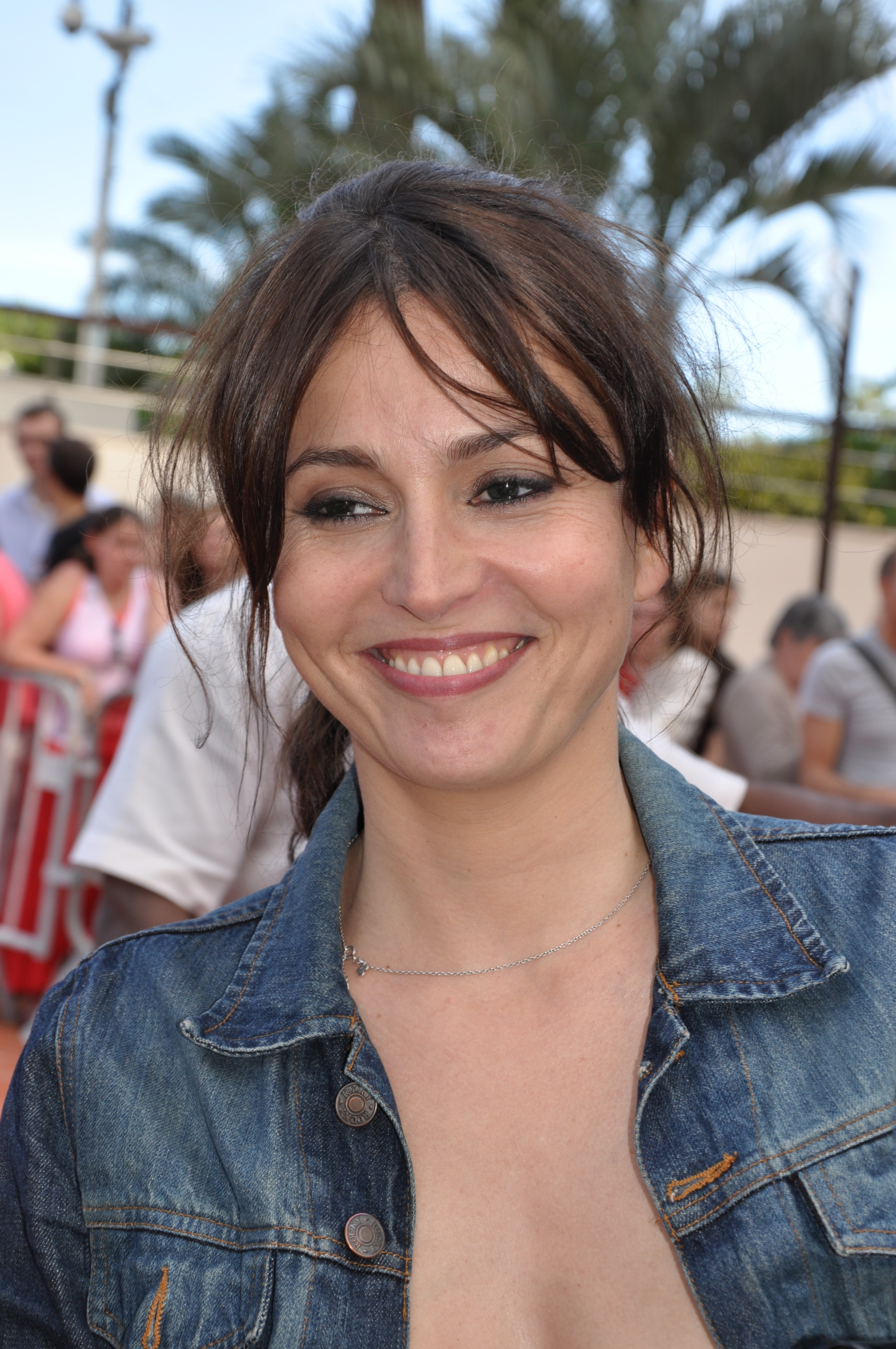
Anne Charrier.

## Fiche technique
Sauf indication contraire, les informations mentionnées dans cette section peuvent être confirmées par la base de données cinématographiques Allociné,  présente dans la section « Liens externes ».
- Titre français : Haut les cœurs
- Réalisation : Antoine Garceau[1],[2],[4],[6]
- Scénario : Baptiste Filleul[1],[2],[5]
- Production : Nicolas de Saint Meleuc[5]
- Musique : Maïdi Roth et Franck Pilant[5]
- Décors : Gladys Garot[5]
- Photographie : Pierre Cottereau[5]
- Son : Malo Thouement[5]
- Montage : Julia Danel[5]
- Sociétés de production : Storia Television (Mediawan) et France Télévisions[1],[2],[3],[4],[6]
- Société de diffusion : France Télévisions[5]
- Pays de production :  France
- Langue originale : français
- Format : couleur
- Genre : Drame
- Durée : 90 minutes[1]
- Dates de première diffusion :

## Distribution
- Alyzée Costes : Gabrielle
- Sawsan Abès : Malika
- Eugène Marcuse : Pablo
- Xavier Guelfi : Stéphane
- Anne Charrier : Andrée
- Nicolas Grandhomme : Georges
- Jeanne Rosa : Lilianne
- Jérôme Pouly : Aimé
- Jhos Lican : Cloclo
- Alysson Paradis : Muriel
- Pierre Perrier : Victor

## Production

### Genèse et développement
Le scénario est de la main de Baptiste Filleul, et la réalisation est assurée par Antoine Garceau,,,.
La production est assurée par Storia Television (Mediawan) et France Télévisions,,,,.
Le téléfilm est présenté en compétition au Festival TV de Luchon 2025.

### Tournage
Le tournage se déroule du 28 mai au 27 juin 2024 en région parisienne,,,,.

## Distinctions
- Luchon Festival 2025 : meilleure fiction unitaire et prix du public[8]